# Laura Camps
Laura Camps Collell  (21 de marzo de 1976, Vich, Barcelona) es una exjugadora española de baloncesto profesional.

## Clubes
- Colegio del Carmen 1984-88
- C.B. Torelló 1988-90
- Segle XXI 1990-94
- Universitari de Barcelona 1994-96
- Florida International University 1996-00
- Sedis Cadí 2000-04
- Perfumería Avenida 2004-07
- Rivas Futura 2007-09
- Argón Uni Girona 2009-10

## Palmarés con la selección española
- Eurobasket 2007 ( Italia)
- Eurobasket 2003 ( Grecia)
- Eurobasket 2005 ( Turquía)
- Juegos Mediterráneos 2005 ( Almería)

## Palmarés clubes
- Campeona España Cadete´90
- Campeona España Juvenil´91
- Campeona Copa de la Reina 2005 y 2006
- MVP de la Copa de la Reina´06
- Campeona de Liga Española´06